# 达安工人党
达安工人党（希伯來語：דעם מפלגת פועלים）是以色列的一个极左翼政党。该党成立于1995年，起源自以色列共产党。该党的意识形态是共产主义、马克思主义、革命社会主义。该党的主席是约阿夫·加尔·塔米尔。
该党名称中的“达安”（Da'am）是阿拉伯语词组“争取民主行动组织”（منظمة العمل الديمقراطي，munaẓẓamāt al-ʿamal ad-dīmuqrāṭiyy）的反向缩写。“达安”在阿拉伯语里也有“支持”的意思。